# John H. Collins
John H. Collins, nome completo John Hancock Collins (New York, 31 dicembre 1889 – New York, 23 ottobre 1918), è stato un regista e sceneggiatore statunitense che usò anche il nome di J. Hancock Collins.
Era sposato alla famosa attrice Viola Dana. Morì il 23 ottobre 1918 a New York a neanche 29 anni, vittima dell'influenza spagnola.

## Filmografia
La filmografia - basata su IMDb - è completa.

### Regista
- Making a Convert - cortometraggio (1914)
- Jim's Vindication - cortometraggio (1914)
- The Man in the Dark - cortometraggio (1914)
- The Everlasting Triangle, co-regia di Charles M. Seay - cortometraggio (1914)
- What Could She Do - cortometraggio (1914)
- The Last of the Hargroves  - cortometraggio (1914)
- Oh! Where Is My Wandering Boy Tonight (1915)
- The Stone Heart (1915)
- A Tragedy of the Rails (1915)
- The Portrait in the Attic (1915)
- The Mission of Mr. Foo (1915)
- On the Stroke of Twelve (1915)
- The Phantom Thief (1915)
- Greater Than Art (1915)
- The Man Who Could Not Sleep (1915)
- Cohen's Luck (1915)
- On Dangerous Paths - mediometraggio (1915)
- The Slavey Student  (1915)
- The Ploughshare (1915)
- Gladiola (1915)
- Children of Eve (1915)
- The Innocence of Ruth (1916)
- The Flower of No Man's Land (1916)
- The Light of Happiness (1916)
- The Gates of Eden (1916)
- The Cossack Whip (1916)
- A Wife by Proxy
- Rosie O'Grady
- The Mortal Sin
- God's Law and Man's
- Lady Barnacle (1917)
- Aladdin's Other Lamp (1917)
- The Girl Without a Soul (1917)
- Blue Jeans (1917)
- The Winding Trail (1918)
- A Weaver of Dreams (1918)
- Riders of the Night (1918)
- Opportunity (1918)
- Flower of the Dusk (1918)
- The Gold Cure
- Satan Junior

### Sceneggiatore
- Bobbie's Long Trousers, regia di Charles M. Seay (1913)
- The Phantom Signal, regia di George Lessey - soggetto (1913)
- 'Twas the Night Before Christmas, regia di Ashley Miller  - cortometraggio(1914)
- The Stone Heart, regia di John H. Collins - sceneggiatura (1915)
- The Slavey Student, regia di John H. Collins - sceneggiatura (1915)
- Children of Eve, regia di John H. Collins - soggetto Katy (1915)
- The Flower of No Man's Land, regia di John H. Collins - sceneggiatura (1916)
- The Light of Happiness, regia di John H. Collins - sceneggiatura (1916)
- The Gates of Eden, regia di John H. Collins - sceneggiatura (1916)
- A Wife by Proxy
- Rosie O'Grady
- The Mortal Sin
- God's Law and Man's
- The Girl Without a Soul, regia di John H. Collins - sceneggiatura (1917)
- A Weaver of Dreams, regia di John H. Collins (1918)
- Riders of the Night
- Opportunity, regia di John H. Collins (1918)
- Flower of the Dusk, regia di John H. Collins (1918)
- The Gold Cure
- Satan Junior

### Attore e varie
- The Man Who Disappeared, regia di Charles Brabin - serial (1914)
- By the Aid of a Film, regia di Charles Brabin - cortometraggio (1914)
- Aladdin's Other Lamp, regia di John H. Collins - supervisore (1917)